# Ylimmäinen Hanhilampi
Ylimmäinen Hanhilampi är en sjö i Finland. Den ligger i kommunen Sodankylä i landskapet Lappland, i den norra delen av landet, 900 km norr om huvudstaden Helsingfors. Ylimmäinen Hanhilampi ligger 250,8 meter över havet. Arean är 15,6 hektar och strandlinjen är 1,52 kilometer lång. Sjön  ingår i Kemi älvs huvudavrinningsområde. 